# Бог белых пятен
«Бог бе́лых пя́тен» (также «Бог пробе́лов», англ. God of the gaps) — логическая ошибка, основанная на «пробелах» в научных и естественных данных. При возникновении такой логической ошибки человек стремится восполнить недостаток знаний с помощью бога, таким образом "закрывая" пробелы.

## Происхождение термина
Термин был впервые использован в XIX веке проповедником Евангелия Генри Драммондом на одной из его лекций по теме развития человека. Он упрекал тех христиан, которые доказывали существование Бога явлениями, которые наука не может объяснить, и «заполняли пробелы Богом». Генри Драммонд считал, что законы природы, особенно процессы эволюции, «являются более грандиозным чудом, чем если бы всё было создано одним словом чудотворца, как это утверждает богословие».
В XX веке Дитрих Бонхёффер в своих письмах, которые он писал в нацистской тюрьме во время Второй мировой войны, выразил эту мысль так:

…как неправильно использовать Бога как затычку для неполноты наших знаний. С развитием науки будет существовать всё меньше и меньше «пробелов» и тем самым будет оттесняться Бог. Мы должны найти Бога в том, что мы знаем, а не в том, что мы не знаем.— Dietrich Bonhoeffer, Letters and Papers from Prison
Понятие «Бога пробелов» было введено в широкий обиход благодаря книге 1955 года Чарльза Альфреда Коулсона «Наука и христианская вера», а также книге 1971 года и статье 1978 года Ричарда Бубе. 